# Kampf der Welten
Kampf der Welten ist ein Film, der 1953 von George Pal produziert wurde. Er basiert auf dem Roman Der Krieg der Welten von H. G. Wells und gilt als Vorreiter populärer Alien-Invasionsfilme.

## Handlung
An einem warmen Sommerabend in den 1950er Jahren beobachten die Einwohner einer kalifornischen Kleinstadt, wie unweit von ihnen ein meteorähnliches Objekt zu Boden stürzt. Polizei und Feuerwehr halten das glühende Objekt nach kurzer Begutachtung tatsächlich für einen Meteor, und es werden sofort Pläne geschmiedet, wie der noch glühende, walfischgroße Steinklotz gewinnbringend vermarktet werden könnte. Nur der zufällig in der Gegend Urlaub machende Physiker Clayton Forrester zweifelt daran, dass es sich tatsächlich um einen Meteoriten handelt, da dieser einen wesentlich größeren Krater hätte erzeugen müssen. Aufgrund seiner immer noch glühenden Oberfläche verschiebt Forrester eine genauere Untersuchung des Objektes auf den nächsten Tag.
In der Nacht begutachtet die Brandwache routinemäßig noch einmal den Stein. Kurz bevor man sich auf den Heimweg machen will, bemerken die drei Männer, wie sich am Stein ein Deckel öffnet. Daraus kommt ein metallisches, einer Kobraschlange ähnelndes Objekt, mit glühend rotem Kameraauge. Als die drei Wachposten sich dem unbekannten Wesen nähern, werden sie durch Strahlen zu Asche verbrannt. Forrester, der kurz darauf nur um Haaresbreite diesen Todesstrahlen entgeht, ist sich sicher, dass es sich um ein Raumschiff vom Mars handeln muss. Als rund um die Erde immer mehr derartige Objekte beobachtet werden, steht schnell fest, dass es sich um eine Invasion vom Mars handelt.
Das Militär ist gegenüber den außerirdischen Invasoren machtlos, sämtliche konventionellen Waffen bleiben wirkungslos, da die schwebenden Kampfmaschinen, welche die steinernen Hüllen der Raumschiffe verlassen haben, durch undurchdringliche Kraftfelder geschützt sind. Dafür vernichten die Marsianer nun mit ihren Kampfschiffen umso erbarmungsloser alles, was sich ihnen in den Weg stellt. Systematisch werden alle bewohnten Gebiete der Erde angegriffen, die Gebäude zu Schutt und Asche zerstrahlt und die Menschen getötet. In Todesangst und völligem Chaos verlassen die Menschen die Städte und flüchten in abgelegene Regionen der Erde. Als letzte Hoffnung bleibt den nun über alle nationalen Grenzen zusammenarbeitenden Menschen der Einsatz von Atomwaffen. Doch auch eine Atombombe, die von einem der modernsten Bomber auf ein marsianisches Kampfgeschwader abgeworfen wird, richtet nichts aus.
Forrester verzweifelt beinahe auf der Suche nach einer Lösung, mit der man den feindlichen Aggressor zurückschlagen könnte. In einem abgelegenen Farmhaus, in dem er und seine Begleiterin Schutz suchen, kommt es zu einer gewalttätigen Begegnung mit einem Marsianer. Es gelingt ihm, diesen in die Flucht zu schlagen und einen der Kameratentakel sicherzustellen, sowie ein paar marsianische Blutspritzer. Mehr als herauszufinden, wie die Kamera und das Auge der Marsianer beschaffen sind, gelingt ihm und seinen Mitarbeitern am Pacific Institut jedoch nicht. Allerdings bemerkt eine seiner Mitarbeiterinnen, dass das Blut der Marsianer außergewöhnlich wenig weiße Blutkörperchen enthält und damit ihre Widerstandskraft deutlich geringer sein muss als die des Menschen. Die Wissenschaftler diskutieren die Möglichkeit einer biologischen Waffe gegen die Marsianer, doch erscheint dies wenig aussichtsreich, da die Marsianer in wenigen Tagen die Menschheit zerstört haben werden.
Als bereits alle Hoffnung aufgegeben ist und die Vernichtung der Menschheit nur noch eine Frage von Stunden zu sein scheint, stürzt ein marsianisches Kampfschiff nach dem anderen ab, und die Invasion stoppt abrupt. Es stellt sich heraus, dass die Marsianer aufgrund ihres schwachen Immunsystems den Viren und Bakterien, die auf dem Mars nicht vorhanden sind, zum Opfer gefallen sind. Nicht der Mensch, der sich bis dahin gegenüber der Natur überlegen gefühlt hat, sondern die kleinsten Lebensformen des Planeten retten die Menschheit vor der völligen Auslöschung.

## Synchronisation
| Darsteller            | Rolle                    | Synchronsprecher      |
| --------------------- | ------------------------ | --------------------- |
| Gene Barry            | Dr. Clayton Forrester    | Horst Niendorf        |
| Ann Robinson          | Sylvia van Buren         | Margot Leonard        |
| Les Tremayne          | Maj. Gen. Mann           | Friedrich Joloff      |
| Ivan Lebedeff         | Dr. Gratzmann            | Kurt Waitzmann        |
| Alex Frazer           | Dr. James                | Erich Poremski        |
| Edgar Barrier         | Prof. McPherson          | Toni Herbert          |
| Paul Birch            | Alonzo Hogue             | Hans Emons            |
| Jack Kruschen         | Salvatore                | Stanislav Ledinek     |
| Walter Sande          | Sheriff Bogany           | Hans-Albert Martens   |
| Lewis Martin          | Reverend Matthew Collins | Alfred Balthoff       |
| Sydney Mason          | Feuerwehrmann            | Heinz Giese           |
| Paul Frees            | Radioreporter            | Eckart Dux            |
| William Edward Phipps | Wash Perry               | Gerd Vespermann       |
| Vernon Rich           | Col. Ralph Heffner       | Siegfried Schürenberg |
| (Cedric Hardwicke)    | Erzähler                 | Paul Wagner           |

## Hintergrund
- In einer Szene zu Beginn des Films, als der erste Meteor auf die Erde stürzt, wurde auf einem Baum in der Bildmitte eine Figur von Woody Woodpecker eingefügt. Dies ist ein Tribut des Produzenten George Pal an seinen Freund Walter Lantz, den Schöpfer dieser Cartoon-Figur.
- Die Vorlage zum Film bildete der Roman von H. G. Wells aus dem Jahre 1898, der 1938 als Hörspiel von Orson Welles inszeniert wurde. Auf Grund dieser Tatsache und der ähnlichen Nachnamen kam es oft zu Verwechslungen der beiden Personen.
- In der Verfilmung sind deutliche religiöse Anspielungen erkennbar, die in der Romanvorlage so nicht vorkommen. H. G. Wells selbst galt als Religionskritiker und Atheist.
- Mit 2 Mio. US$ war die Produktion für damalige Verhältnisse recht teuer. Allein auf die aufwendigen Spezialeffekte entfielen 1,4 Mio. US$.
- Den Oscar für die Besten Spezialeffekte erhielt Gordon Jennings posthum – er starb Anfang 1953.
- Filmarchitekt Albert Nozaki wurde bei der Gestaltung der Raumschiffe von der Form und Bewegung von Mantas beeinflusst.
- Die Toneffekte für die Raumschiffe wurden mittels dreier rückwärts abgespielter Aufnahmen von E-Gitarren erzeugt.
- Ein Teil der Szenen spielt auf dem gerade fertiggestellten Harbor Freeway vor dessen offizieller Eröffnung. Hierfür wurden Sondergenehmigungen eingeholt.

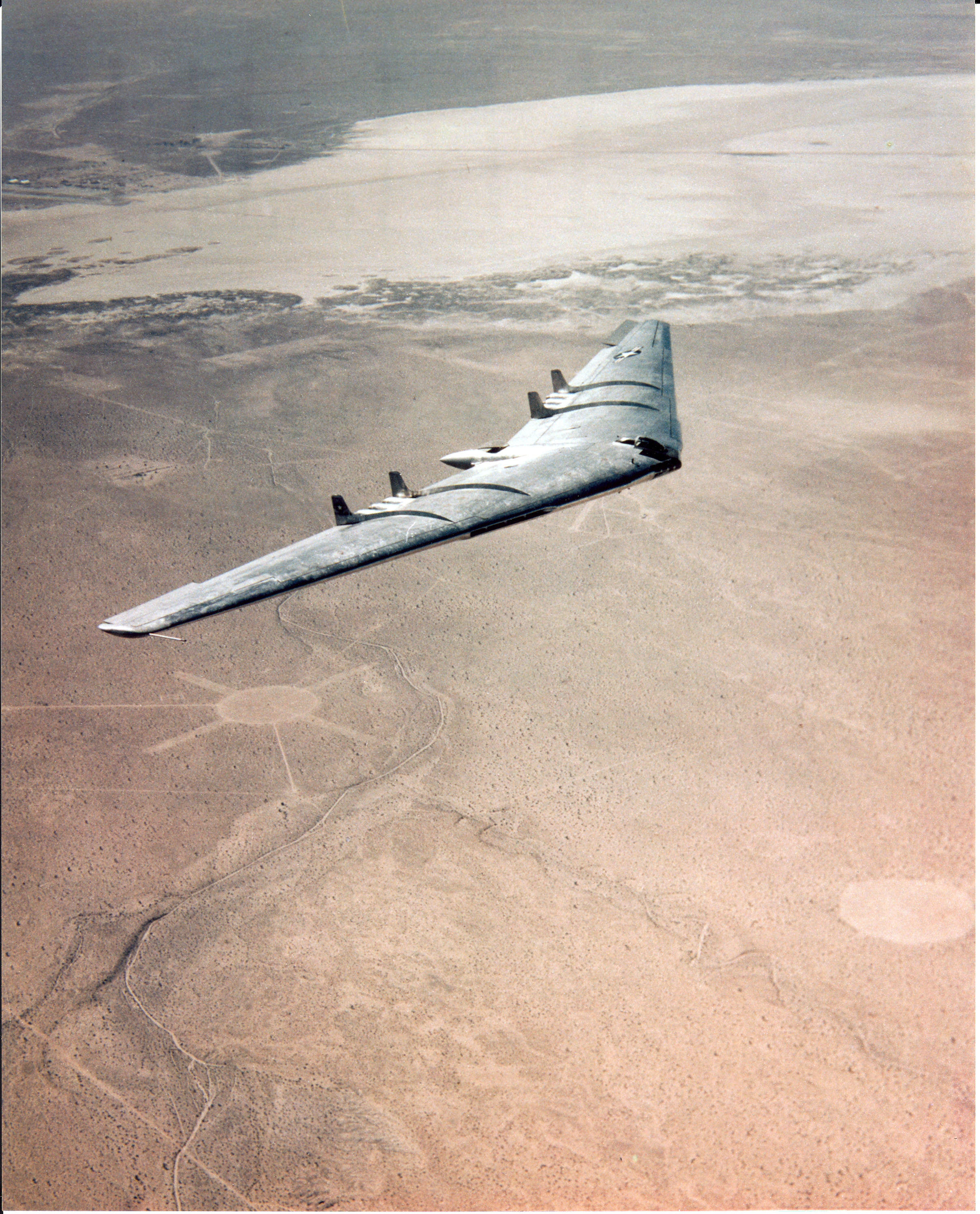
ΥΒ-49 bomber

- Das Flugzeug, welches die Atombombe abwirft, ist einer von nur zwei gebauten Prototypen des für damalige Zeiten futuristisch wirkenden Nurflügel-Bombers Northrop YB-49[2]. Es wurden dazu Archivaufnahmen des Militärs verwendet.
- Uraufführungen

- USA: 29. Juli 1953
- Deutschland: 6. Januar 1954
- Österreich: im Februar 1954

## Auszeichnungen
- 1954 – Oscar – Auszeichnung in der Kategorie Beste Spezialeffekte für Gordon Jennings
- 1954 – Oscar – Nominierung in der Kategorie Bester Schnitt für Everett Douglas
- 1954 – Oscar – Nominierung in der Kategorie Bester Ton für Loren L. Ryder
- 1954 – Motion Picture Sound Editors’ Golden Reel Award – Auszeichnung in der Kategorie Best Sound Editing - Feature Film
- 1953 – Hugo Award – Auszeichnung in der Kategorie Best Dramatic Presentation
- 2011 – Aufnahme in das National Film Registry

## Kritiken
„Spannende Science-Fiction-Unterhaltung nach dem Roman von H. G. Wells.“

## Fortsetzung
Von 1988 bis 1990 produzierte Paramount Pictures mit der Science-Fiction-Fernsehserie Krieg der Welten eine Fortsetzung zu Kampf der Welten. Darin regenerieren sich die Leichen der außerirdischen Invasoren unbemerkt und schaffen es auszubrechen.

## Neuverfilmung
Eine Neuverfilmung unter der Regie von Steven Spielberg mit Tom Cruise in der Hauptrolle kam 2005 unter dem Titel Krieg der Welten in die Kinos. Gene Barry und Ann Robinson sind hier noch einmal kurz in Nebenrollen zu sehen.
Im selben Jahr kam mit H. G. Wells’ The War of the Worlds eine weitere Verfilmung in die Kinos. Hierbei handelt es sich um die dem Roman ähnlichste Verfilmung, die u. a. auch im 19. Jahrhundert angesiedelt ist und auf eine Laufzeit von rund 3 Stunden kommt.
Weitere Verfilmungen sind Krieg der Welten 3 – Wie alles begann und dessen Fortsetzung Krieg der Welten 2 – Die nächste Angriffswelle von C. Thomas Howell.